# Цзинин (Уланчаб)
Цзини́н (кит. упр. 集宁, пиньинь Jíníng) — район городского подчинения городского округа Уланчаб автономного района Внутренняя Монголия (КНР).

## История
Административные единицы в этих местах существовали ещё в эпохи Шан и Чжоу.
Во времена империи Цин в 1675 году эти места были отведены под кочевья для монголов чисто-жёлтого знамени. В 1750 году в рамках политики создания отдельных параллельных структур для администрирования оседлого и кочевого населения, для управления оседлым населением здесь был создан Фэнчжэньский комиссариат (丰镇厅); кочевые монголы-чахары управлялись через традиционные структуры.
В 1924 году был создан уезд Цзинин (集宁县) провинции Чахар. В 1929 году он был передан в состав провинции Суйюань.
В 1956 году урбанизированная часть уезда Цзинин была преобразована в город, вошедший в состав аймака Уланчаб автономного района Внутренняя Монголия, а сельская местность была присоединена к хошуну Чахар-Юицяньци. В 2003 году аймак Уланчаб был преобразован в городской округ, а Цзинин стал районом в его составе.

## Административное деление
Район Цзинин делится на 8 уличных комитетов, 1 посёлок и 1 волость.